# Leptocentrus insignis
Leptocentrus insignis är en insektsart som beskrevs av William Lucas Distant 1908. Leptocentrus insignis ingår i släktet Leptocentrus och familjen hornstritar. Inga underarter finns listade i Catalogue of Life.